# U-1060
| U-1060                     | U-1060                                           | U-1060                                           |
| -------------------------- | ------------------------------------------------ | ------------------------------------------------ |
|                            |                                                  |                                                  |
|                            |                                                  |                                                  |
|                            |                                                  |                                                  |
| Під прапором               | Третій рейх                                      | Третій рейх                                      |
| Спуск на воду              | 8 березня 1943 року                              | 8 березня 1943 року                              |
| Виведений зі складу флоту  | 27 жовтня 1944 року                              | 27 жовтня 1944 року                              |
| Сучасний статус            | затоплений                                       | затоплений                                       |
| Проєкт                     |                                                  |                                                  |
| Тип ПЧ                     | Дизельний підводний човен                        | Дизельний підводний човен                        |
| Основні характеристики     |                                                  |                                                  |
| Швидкість (надводна)       | 17,6 вузла                                       | 17,6 вузла                                       |
| Швидкість (підводна)       | 7,9 вузла                                        | 7,9 вузла                                        |
| Робоча глибина занурення   | 100 м                                            | 100 м                                            |
| Гранична глибина занурення | 200 м                                            | 200 м                                            |
| Екіпаж                     | 46 осіб                                          | 46 осіб                                          |
| Розміри                    |                                                  |                                                  |
| Довжина найбільша (по КВЛ) | 77,6 м                                           | 77,6 м                                           |
| Ширина корпусу найб.       | 7,3 м                                            | 7,3 м                                            |
| Висота                     | 9,6 м                                            | 9,6 м                                            |
| Середня осадка (по КВЛ)    | 4,9 м                                            | 4,9 м                                            |
| Водотоннажність надводна   | 1084 т                                           | 1084 т                                           |
| Озброєння                  |                                                  |                                                  |
| Артилерія                  | одна 88-мм гармата та одна 20-мм зенітна гармата | одна 88-мм гармата та одна 20-мм зенітна гармата |
| Торпедно- мінне озброєння  | 4 носових та 1 кормовий ТА. 39 торпед            | 4 носових та 1 кормовий ТА. 39 торпед            |

U-1060  — німецький підводний човен типу VIIF, часів  Другої світової війни.
Замовлення на будівництво човна було віддане 25 серпня 1941 року. Човен заклали на верфі «F. Krupp Germaniawerft AG» у місті Кіль 7 липня 1942 року під заводським номером 694, спущений на воду 8 березня 1943 року, 15 травня 1943 року увійшов до складу 5-ї флотилії. Єдиним командиром підводного човна був оберлейтенант-цур-зее Герберт Браммер.
Човен зробив 6 бойових походів, в яких не потопив та не пошкодив жодного судна.
Викинувся на мілину 27 жовтня 1944 року у Норвезькому морі у Вега-фіорді (65°24′ пн. ш. 11°59′ сх. д. / 65.400° пн. ш. 11.983° сх. д.) після отримання важких ушкоджень від гарматного вогню, ракет та глибинних бомб 7 літаків «Файрфлай» та 13 «Барракуд» з британського  авіаносця «Імплакебл». 12 членів екіпажу загинули, 43 врятовані.